# 风起陇西
《風起隴西》，由新麗傳媒出品，馬伯庸同名小说改編，路陽执导，陳坤、白宇領銜主演，聶遠、常遠、楊穎、孫怡、尹鑄勝、俞灝明、王驍、楊軼聯合主演，董子健、郭京飛、李光潔特別出演的三國諜戰劇。該劇定檔2022年4月27日在央視八套黃金檔播出。

## 播放平台
| 頻道          | 所在地   | 播映日期      | 播出時間                 | 備註                                                  |
| ------------- | -------- | ------------- | ------------------------ | ----------------------------------------------------- |
| 央視八套      | 中国大陆 | 2022年4月27日 | 每晚19:30                | 黄金档，播出2集                                       |
| 愛奇藝        | 中国大陆 | 2022年4月27日 | 全网独播                 | VIP会员每日19:30更新2集 非会员每周三至周日22点转免1集 |
| MyTV Super    | 香港     | 2022年4月27日 |                          |                                                       |
| OnDemandChina | 美国     | 2022年4月27日 |                          |                                                       |
| Viki          | 美国     |               |                          |                                                       |
| astro双星     | 马来西亚 | 2022年5月12日 | 星期一至五 21:00 - 23:00 | 两集连播                                              |
| HUB娛家戲劇台 | 新加坡   | 2022年7月6日  | 每晚9點                  |                                                       |
| Channel China |          | 2022年8月17日 | 每晚10點                 |                                                       |
| 愛爾達綜合台  | 臺灣     | 2022年9月13日 | 星期一至五 19:00 - 21:00 | 兩集連播                                              |
| 緯來育樂台    | 臺灣     | 2024年2月9日  | 每天14:00 - 18:00        | 四集連播                                              |
| WOWOW         | 日本     | 2022年9月21日 | 每周三晚8點              |                                                       |

## 劇情簡介
孫子兵法有云：兵者，詭道也。亦云：兵無常勢，水無常形；能因敵變化而取勝，謂之神。
蜀漢诸葛孔明北伐曹魏期间，一名强悍而狡猾的间谍潜入蜀汉腹心。蜀汉靖安司闻讯而动，铺下天罗地网。一场惊心动魄的情报战争， 在不被历史记录的黑暗中拉开序幕……天下三分、烽火四起的年代，两个秘密情报线上的“小人物”——陈恭（陈坤 饰）与荀诩（白宇 饰）跌宕起伏的命运变迁，他们生死相依的兄弟情在惊心动魄的谍战中爆发出夺目光辉，谱写出一段英雄传奇的故事。

## 演员列表

### 主要演员
| 演員 | 角色 | 介紹 |
| 陳坤 | 陈恭 | 曹魏天水郡主簿／蜀漢司闻曹外勤王牌游枭→蜀漢司聞曹西曹掾／曹魏间军司外勤王牌游枭 26岁。蜀漢军情系统司闻曹打入曹魏的王牌间谍，代号“白帝”。荀诩八拜之交的结义兄弟。表面风流浪子，纨绔不羁，实际机智敏捷，意志坚定。因「赤帝」或者說「燭龍」調換情報，致其遭蜀漢高層懷疑，只得假死改換身分，臥底五仙道，以圖抓出「赤帝」，因而得與妻子翟悅重逢。其妻翟悅因急於獲取「燭龍」情報，落入黃預所設陷阱而身分敗露，於他懷中自盡身亡。因荀诩暗自協助而抓獲第一代「燭龍」，擢升至西曹掾之職，正式接管司聞曹。後假意歸入李嚴麾下，實為替楊儀除去此政敵，並從中獲取郭淮信任，乃蜀漢反制曹魏「青萍計劃」之棋眼，也是第二代「燭龍」。                                      |
| 白宇 | 荀诩 | 蜀漢司闻曹靖安司（反間）副司尉→靖安司司尉→出使東吳（組建新情報網） 28岁，家中世代為諸葛家密探，本人為荊州水軍出身，負責司聞曹內部反間、緝凶、維安等事務。乃陈恭妻子翟悦的表兄，也是陈恭八拜之交的结义兄弟，更是陈恭进入司闻曹的引荐人。曾因李邈構陷馮膺，而助馮膺逃獄，以求真相。因與翟悅傳遞情報時，遭「燭龍」跟蹤，間接導致其身分被黃預懷疑而敗露。為替陳恭洗刷叛變嫌疑，裡應外合隱瞞其假死，此後更為助其抓獲「燭龍」而慘遭拷打以致下肢傷殘。秉承諸葛亮傳承於他的「人值萬金」之信念，堅持查出潛藏在蜀漢之中的曹魏間諜「燭龍」，因而捲入楊儀、馮膺、陳恭等人密謀下的「反制青萍計劃」，並成為曹魏、蜀漢雙方均逼迫陳恭誅殺的對象。後與林良併行至東吳行事。 |

### 其他演员

#### 蜀漢陣營（含司聞曹）
| 演員                | 角色   | 介紹 |
| 李光潔 （特別出演） | 諸葛亮 | 蜀汉輔政丞相 蜀汉先帝刘备托孤大臣之一。 |
| 尹鑄勝              | 李严   | 蜀漢辅汉大将军／驃騎將軍／都鄉侯兼中都護 蜀汉先帝刘备托孤大臣之一，是朝廷中“征吴派”士族代表人物。司闻曹的最新掌理，杨仪的新上司。                                                 |
| 俞灏明              | 杨仪   | 蜀漢丞相府长史、丞相参军／司闻曹的创始人兼掌理 司闻曹的创始人兼掌理者。因“燭龍”盜圖一案，丞相與李嚴交換利益。李嚴保下冯膺換杨仪官復原職。                                         |
| 趙崢                | 李邈   | 丞相府參軍→蜀漢司聞曹西曹掾 與楊儀不合（具切齒之恨），促讓接管司聞曹的士族李嚴收服麾下，並安排進司聞曹任西曹掾之職（接任前主管姚柚之職）。后被人設計射殺而亡。                    |
| 聂远                | 冯膺   | 蜀漢司闻曹曹椽 35岁。蜀国谍报系统主官，司闻曹总负责人。 因街亭案，被李嚴懲戒（原職留用，但減俸十石）。 因「燭龍」盜圖一案，被李嚴保下，但懲戒（原職留用、戴罪立功，且減俸一年）。 |
| 常远                | 孙令   | 蜀漢司闻曹主记室（中樞）从事→主记室副司尉負責總務後勤。 司闻曹曹掾冯膺的妻弟。 因街亭案，被李嚴獎賞（擢升新職，任主记室副司尉）。                                                 |
| 劉亭作              | 陰輯   | 蜀漢司聞曹司聞司司尉→司聞司副司尉 負責情報來源之甄別。因街亭案，被李嚴懲戒（降職留用，改任司聞司副司尉）。                                                                        |
| 楊軼                | 高堂秉 | 蜀汉司闻曹军谋司司尉／曹魏间军司外勤王牌游枭 負責情報分析。处事看似中庸，與荀詡關係甚好。因街亭案，被李嚴懲戒（原職留用，但減俸三石）。 關於曹魏身分，詳見曹魏陣營                |
| 白宇                | 荀诩   | 蜀漢司闻曹靖安司（反間）副司尉→靖安司司尉 詳見主要演员 |
| 陳坤                | 陈恭   | 曹魏天水郡主簿／蜀漢司闻曹外勤游枭→蜀漢司聞曹西曹掾／曹魏间军司外勤王牌游枭→梟首 詳見主要演员                                                                                     |
| 孫怡                | 翟悦   | 蜀漢靖安司外勤游枭 22歲。陈恭之妻，荀诩表妹。清爽干练，却不失女性柔媚。 奉令潛入五仙道為聖姑，深受黃預信任，后身分敗露、自盡身亡。                                                |
| 从瑞麟              | 林良   | 蜀漢司闻曹外勤游枭→鴻艫治理郎 陳恭梟首後，轉荀诩麾下併行至東吳行事、官升為鴻艫治理郎。也是陳恭在曹魏（天水郡）時的諜報副手。                                                      |

#### 曹魏陣營
| 演員                | 角色   | 介紹 |
| 郭京飛 （特別出演） | 郭淮   | 曹魏雍州刺史／建威將軍 曹魏间军司的创始人兼总负责人。郭刚之叔。 |
| 董子健 （特別出演） | 郭刚   | 曹魏天水郡郡守 雍州刺史郭淮之侄，表面心思坦荡、直爽，内在多疑、缜密。 |
| 陳坤                | 陈恭   | 曹魏天水郡主簿／蜀漢司闻曹外勤游枭→蜀漢司聞曹西曹掾／曹魏间军司外勤王牌游枭→（將計就計）→梟首 代号“燭龍”（二代）。 因立功，擢升至蜀漢西曹掾之職。後與曹魏（“燭龍”行動）情報網掌理者柳莹會面成功。成為“燭龍”（二代）。 詳見主要演员 |
| 王驍                | 糜冲   | 曹魏间军司司马 军情谍报机构，间军司主管，始终怀疑陈恭的真实身份。 |
| 楊軼                | 高堂秉 | 曹魏间军司外勤王牌游枭 代号“燭龍”（一代）。 蜀漢假代號“赤帝”。為曹魏舊式的情報網（借蜀漢王牌游梟白帝的情報網路線，傳遞回曹魏陣營）。 關於蜀漢身分，詳見蜀漢陣營（含司聞曹）                                                        |
| 楊穎                | 柳莹   | 曹魏间军司外勤游枭 22岁，代号“妙風使”。因战乱为荀诩所救，成為蜀汉紫烟阁乐伎，實為曹魏間諜，游走于关键人物之间，為曹魏建立新的情報網（“燭龍”行動），喜歡荀詡。                                                                      |
| 張曉晨              | 黄预   | 五仙道大祭酒→曹魏平南大將軍、漢中先鋒使 身在蜀漢心在曹魏的間諜。極具野心，想藉攀附曹魏之勢，擴大勢力。 為曹魏（風雲使）新建立的情報網路線之一。                                                                                    |

## 收视率
| 中国大陆 央視八套 首播收视率 （CSM59 4+） |               |        |          |      |          |
| 集數                                      | 播出日期      | 收视率 | 收视份额 | 排名 | 備註     |
| 1-2（偷樑換柱、趁火打劫）                 | 2022年4月27日 | 0.676  | 2.913    | 6    | 上星首播 |
| 3-4（金蟬脫殼、笑裡藏刀）                 | 2022年4月28日 | 0.811  | 3.397    | 3    |          |
| 5-6（反客為主、借屍還魂）                 | 2022年4月29日 | 0.721  | 2.861    | 7    |          |
| 7-8（瞞天過海、渾水摸魚）                 | 2022年4月30日 | 1.452  | 5.521    | 2    |          |
| 9-10（暗度陳倉、走為上計）                | 2022年5月1日  | 1.579  | 6.453    | 1    |          |
| 11-12（打草驚蛇、關門捉賊）               | 2022年5月2日  | 1.804  | 7.480    | 1    |          |
| 13-14（美人計、無中生有）                 | 2022年5月3日  | 1.486  | 6.127    | 2    |          |
| 15-16（聲東擊西、順手牽羊）               | 2022年5月4日  | 1.830  | 7.546    | 1    |          |
| 17-18（反間計、連環計）                   | 2022年5月5日  | 1.810  | 7.478    | 2    |          |
| 19-20（釜底抽薪、圍魏救趙）               | 2022年5月6日  | 2.268  | 8.827    | 2    |          |
| 21-22（借刀殺人、樹上開花）               | 2022年5月7日  | 3.080  | 11.563   | 1    |          |
| 23-24（擒賊擒王、李代桃僵）               | 2022年5月8日  | 3.192  | 12.405   | 1    | 上星收官 |

1. 数据由广视索福瑞提供，调查范围为四岁以上之观众。
2. 以上收视排名包括央视在内。
3. 数据来源：卫视这些事儿

## 電視劇原聲帶
| 《风起陇西》電視劇原聲帶 | 《风起陇西》電視劇原聲帶   | 《风起陇西》電視劇原聲帶 | 《风起陇西》電視劇原聲帶 | 《风起陇西》電視劇原聲帶 |
| 曲序                     | 曲目                       |                          | 作曲                     | 演唱                     |
| ------------------------ | -------------------------- | ------------------------ | ------------------------ | ------------------------ |
| 1.                       | 我不要熄滅在風中（片尾曲） | 彭磊                     | 彭磊                     | 新褲子樂隊               |

## 榮譽獎項
- 第五屆鷹眼匠心榜─2022年度十大潛力匠心劇TOP.6
- 第28届上海电视节白玉兰奖最佳中国电视剧（提名）[9]